# اسکی بیره‌خاتون (چیلدیر)
اسکی بیره‌خاتون (به ترکی استانبولی: Eskibeyrehatun) یک منطقهٔ مسکونی در ترکیه است که در چیلدیر واقع شده‌است.